# Montefelcino
Montefelcino – miejscowość i gmina we Włoszech, w regionie Marche, w prowincji Pesaro i Urbino.
Według danych na rok 2004 gminę zamieszkiwało 2568 osób, 67,6 os./km².